# J. S. Klotz Verlagshaus
Das J. S. Klotz Verlagshaus mit Sitz im Schloss Bauschlott (Gemeinde Neulingen) war ein deutscher Verlag mit kulturellem Schwerpunkt. Neben Bildbänden, Kunst- und Kirchenführern sowie Ausstellungskatalogen und Monographien veröffentlicht der Verlag auch Romane und andere belletristische Werke. Das Insolvenzverfahren des Verlagshauses wurde vom Amtsgericht Pforzheim am 1. Juni 2025 eröffnet, die Firma ist damit aufgelöst.

## Geschichte
Das J. S. Klotz Verlagshaus wurde 2015 von Jeff Klotz und Ewald Freiburger gegründet und entwickelte sich in kurzer Zeit von einem Verlag für Kirchenführer, sakrale Bildbände und Regionalgeschichte zu einem umfassenden Verlagshaus mit breiter kultureller Ausrichtung. Das Verlagshaus musste zum 7. März 2025 beim Amtsgericht Pforzheim Insolvenz anmelden.

## Ausrichtung und Konzept
Das J. S. Klotz Verlagshaus versteht sich laut eigener Aussage als "innovativer Verlag im Bereich von Kunst und Kultur sowie Belletristik mit kulturellem Bezug".